# آتارد
آتارد 
(به مالتی: Attard) شهری در ناحیهٔ مالت غربی واقع در کشور مالت است که در سال ۱۹۹۵ میلادی ۹٫۲۱۴ نفر جمعیت داشته اما جمعیت آن در سال ۲۰۰۵ میلادی ۱۰٫۱۸۶ نفر بوده‌است.